# Henri Dulieux
Henri Joseph Marie Dulieux (ur. 10 maja 1897 w Lille, zm. 29 maja 1982 w Chantepie) – francuski szpadzista, brązowy medalista olimpijski i dwukrotny medalista mistrzostw świata.
Na igrzyskach olimpijskich w Berlinie w 1936 roku Francuzi w składzie: Philippe Cattiau, Bernard Schmetz, Georges Buchard, Michel Pécheux, Henri Dulieux i Paul Wormser zdobyli brązowy medal w turnieju drużynowym. W rywalizacji indywidualnej Dulieux odpadł w pierwszej rundzie. Były to jego jedyne starty olimpijskie.
Podczas mistrzostw świata w Paryżu w 1937 roku Édouard Artigas, Jacques Coutrot, Henri Dulieux, Michel Pécheux, Bernard Schmetz i Albert Wolff zdobyli srebrny medal w zawodach drużynowych. W tej samej konkurencji zdobył następnie złoty medal na mistrzostwach świata w Pieszczanach (1938).